# Маркони (Терамо)
Маркони (итал. Marconi) је насеље у Италији у округу Терамо, региону Абруцо.
Према процени из 2011. у насељу је живело 206 становника. Насеље се налази на надморској висини од 161 м.